# 潘卡斯
19°13′30″S 40°51′03″W / 19.22500°S 40.85083°W

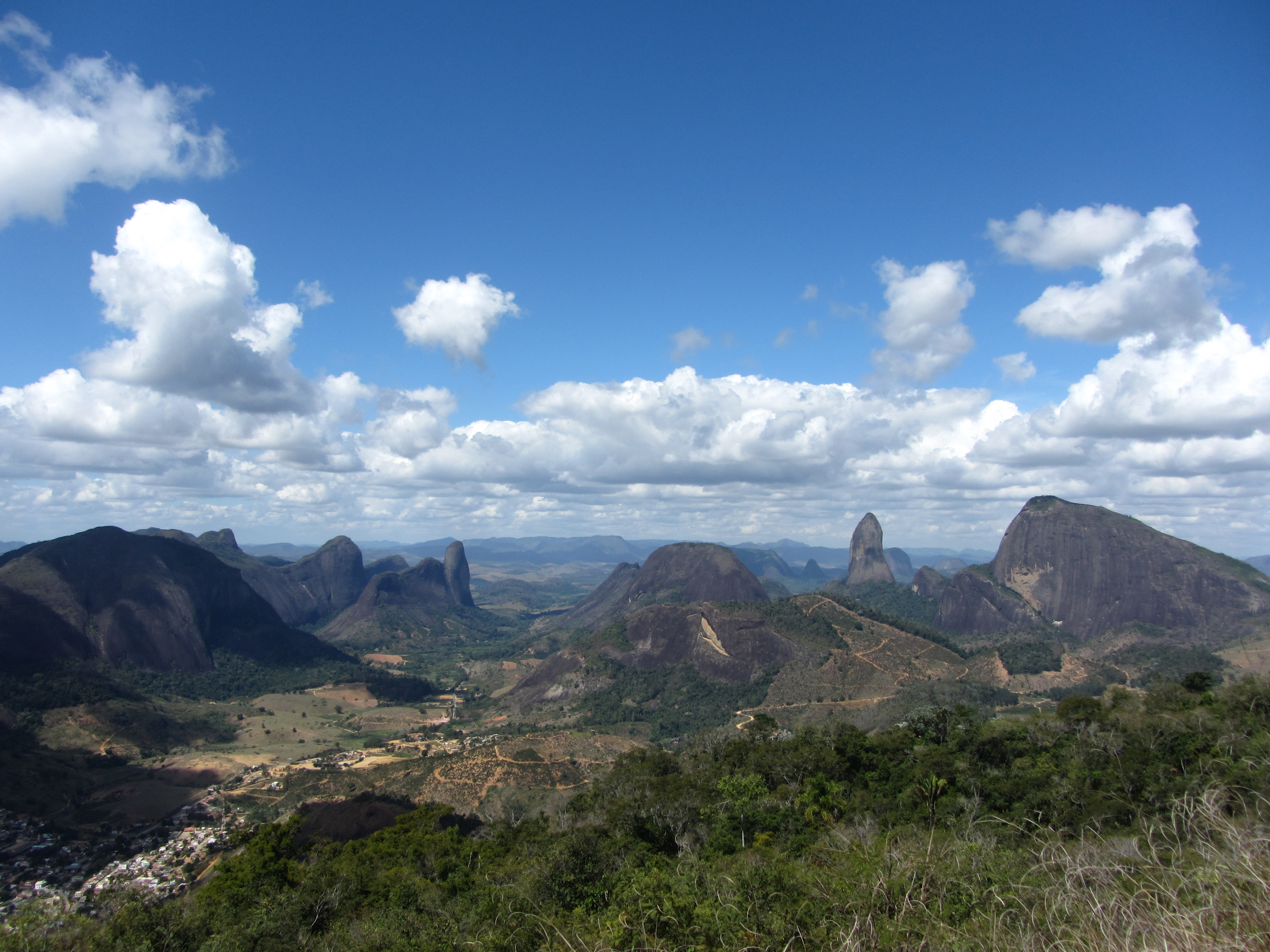
潘卡斯

潘卡斯（葡萄牙語：Pancas），是巴西的城鎮，位於該國東南部，由聖埃斯皮里圖州負責管轄，始建於1963年5月13日，面積829,937平方公里，2014年人口23,273，人口密度每平方公里28.04人。